# Hamler (Ohio)
Hamler es una villa ubicada en el condado de Henry en el estado estadounidense de Ohio. En el Censo de 2010 tenía una población de 576 habitantes y una densidad poblacional de 277,3 personas por km².

## Geografía
Hamler se encuentra ubicada en las coordenadas 41°13′42″N 84°2′8″O / 41.22833, -84.03556. Según la Oficina del Censo de los Estados Unidos, Hamler tiene una superficie total de 2.08 km², de la cual 2.06 km² corresponden a tierra firme y (0.62%) 0.01 km² es agua.

## Demografía
Según el censo de 2010, había 576 personas residiendo en Hamler. La densidad de población era de 277,3 hab./km². De los 576 habitantes, Hamler estaba compuesto por el 90.8% blancos, el 0.35% eran afroamericanos, el 1.04% eran amerindios, el 0% eran asiáticos, el 0% eran isleños del Pacífico, el 6.42% eran de otras razas y el 1.39% pertenecían a dos o más razas. Del total de la población el 21.53% eran hispanos o latinos de cualquier raza.